# Pseudocercyonis glaucope
Pseudocercyonis glaucope är en fjärilsart som beskrevs av Felder 1867. Pseudocercyonis glaucope ingår i släktet Pseudocercyonis och familjen praktfjärilar. Inga underarter finns listade i Catalogue of Life.